# Metarreação
Uma meta-reação, em farmacologia , é uma reação química inesperada que ocorre independentemente da dosagem de droga em administrada em questão.

## Tipos de meta-reações

### Alergia
As moléculas de drogas podem agir como haptenos, ou seja, pequenos alergenos, que ativam uma reação alérgica, quando unidos a proteínas do corpo humano.

### Genética
Alterações na bioquímica de drogas podem ser causadas por defeitos genéticos do indivíduo.

### Ação paradoxal
Algumas reações de drogas nada tem a ver com seu propósito. As reações destas drogas fazem o efeito oposto.

### Dependência
O efeito prazeroso da droga psicoativa, por exemplo.

### Tolerância
Quando é necessário aumentar a dose para obter-se o mesmo efeito.